# NGC 4639
NGC 4639 is een balkspiraalstelsel in het sterrenbeeld Maagd. Het hemelobject ligt 78 miljoen lichtjaar van de Aarde verwijderd en werd op 12 april 1784 ontdekt door de Duits-Britse astronoom William Herschel.

## Synoniemen
- UGC 7884
- IRAS 12403+1331
- MCG 2-32-189
- ZWG 71.8
- ZWG 70.230
- VCC 1943
- PGC 42741